# ويليام جون هيرست
ويليام جون هيرست (بالإنجليزية: William John Hurst)‏ هو سياسي نيوزلندي، ولد في 1829. انتخب عضو مجلس النواب نيوزيلندا.